# Steinau (Niedersachsen)
Steinau (plattdeutsch Steenau) ist eine niedersächsische Gemeinde im Landkreis Cuxhaven in der Samtgemeinde Land Hadeln und hat etwa 900 Einwohner.

## Geographie

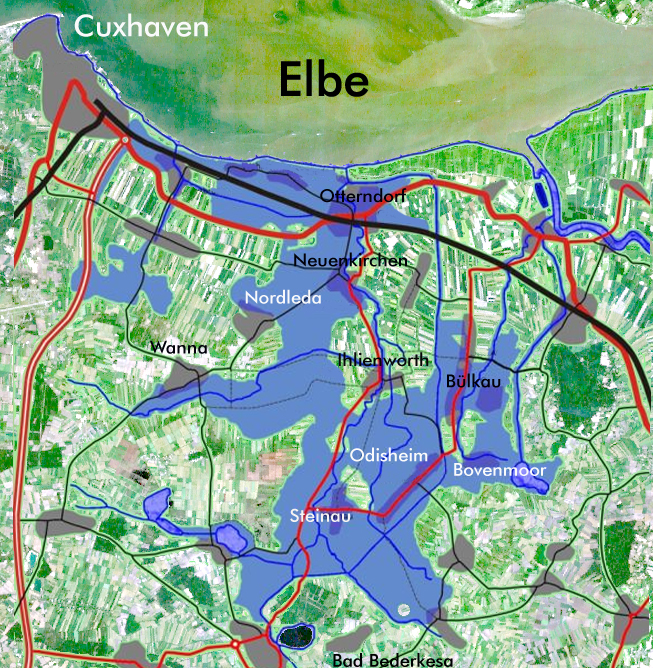
Betroffenes Gebiet bei einer „kleinen“ Sturmflut von nur 4,50 m bei einem Deichbruch am Glameyer-Stack, Otterndorf

### Geografische Lage
Die Gemeinde erstreckt sich auf 36,07 km² und besteht aus typischen Reihendörfern, in denen die Bauernhöfe entlang der wichtigsten Entwässerungskanäle (regionalsprachlich als Wettern bezeichnet) angelegt wurden.
Steinau liegt im Niederelbegebiet. Die Nähe zur Elbmündung und zur Nordsee bringen die Gefahr mit sich, dass im Falle eines Deichbruchs bei einer Sturmflut das maximal 1 m über NN, teilweise jedoch auch unter dem Meeresspiegel liegende Gemeindegebiet zu weiten Teilen überflutet würde. Ein Szenario dafür wird im Artikel Glameyer-Stack beschrieben.

### Gemeindegliederung
Steinau hat neun Ortschaften:
Altbrachenbruch, Glind, Höring, Lauentheil (nach der Adelsfamilie Laue, die hier im Mittelalter Grundbesitz hatte), Mühedeich, Norderende, Norderwesterseite, Süderende und Süderwesterseite

## Geschichte
Erste urkundliche Erwähnung findet Steinau 1370. Im Jahre 1533 erließ Herzog Magnus von Sachsen-Lauenburg eine Verordnung über die Anlage einer Wettern vom Süden Steinaus bis nach Ihlienworth. Damit sollte die ständige Überflutungsgefahr im Sietland etwas gemildert werden. 1570 wurde die Wettern durch Herzog Franz I. noch vertieft und verbreitert. In der Zeit nach 1650 nahm, neben der Landwirtschaft, die wirtschaftliche Bedeutung des Torfstichs am Ostrand des Ahlenmoors zu. Der getrocknete Torf wurde meist über die Aue und Medem nach Otterndorf geschifft, über kleinere Kanäle nach Bederkesa.
Die Kirche wurde 1835 anstelle eines Vorgängerbaus gebaut.

### Einwohnerentwicklung
| Jahr      | 1987 | 1992 | 1997 | 2002 | 2007 | 2008 | 2009 | 2010 | 2015 |
| --------- | ---- | ---- | ---- | ---- | ---- | ---- | ---- | ---- | ---- |
| Einwohner | 997  | 997  | 975  | 958  | 942  | 935  | 892  | 892  | 845  |

(jeweils zum 31. Dezember)

## Politik

### Gemeinderat
Der Rat der Gemeinde Steinau besteht aus neun Ratsfrauen und Ratsherren. Dies ist die festgelegte Anzahl für die Mitgliedsgemeinde einer Samtgemeinde mit einer Einwohnerzahl zwischen 501 und 1.000 Einwohnern. Die Ratsmitglieder werden durch eine Kommunalwahl für jeweils fünf Jahre gewählt. Die aktuelle Amtszeit begann am 1. November 2021 und endet am 31. Oktober 2026.
Die letzten Gemeinderatswahlen ergaben folgende Sitzverteilungen:
| Partei | 2021 | 2016 |
| ------ | ---- | ---- |
| CDU    | 7    | 6    |
| SPD    | 2    | 3    |

### Bürgermeister
Der Gemeinderat wählte das Gemeinderatsmitglied Arno Heitmann (CDU) zum ehrenamtlichen Bürgermeister für die aktuelle Wahlperiode.

### Wappen

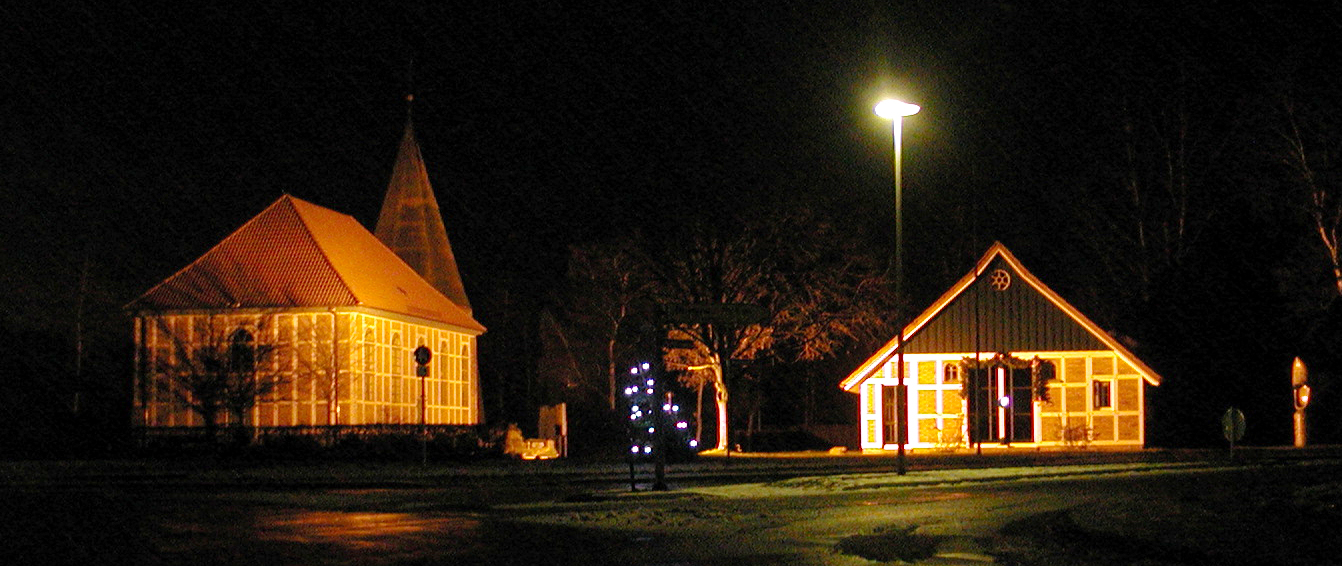
Die Kirche, das Museum der Holzschuhmacher und der große Holzschuh bei Nacht

Der Entwurf des Kommunalwappens von Steinau stammt von dem Heraldiker und Wappenmaler Albert de Badrihaye, der zahlreiche Wappen im Landkreis Cuxhaven erschaffen hat.
| Wappen von Steinau | Blasonierung: „Von Silber und Rot durch vier absteigende Spitzen schrägrechts geteilt; links oben mit einem grünen Seerosenblatt belegt.“ |
| Wappen von Steinau | Wappenbegründung: Das rote Feld mit den silbernen Spitzen entspricht dem Wappen des Adelsgeschlechts der Laue, das noch im 14. Jahrhundert in Steinau begütert war, und dessen Name im Ortsteil Lauenteil fortlebt. Das Seerosenblatt weist auf den Wasserreichtum der Gemeinde hin. |

## Kultur und Sehenswürdigkeiten
Überregional bekannt ist das Dorf für sein jährliches Pfingstfest, den Steinauer Frühtanz, zu dem ca. 10.000 Besucher kommen. Sehenswert sind Findlinge, die während der letzten Eiszeit abgelagert wurden. Ein Wanderweg führt den Besucher zu bizarren Steinformationen.

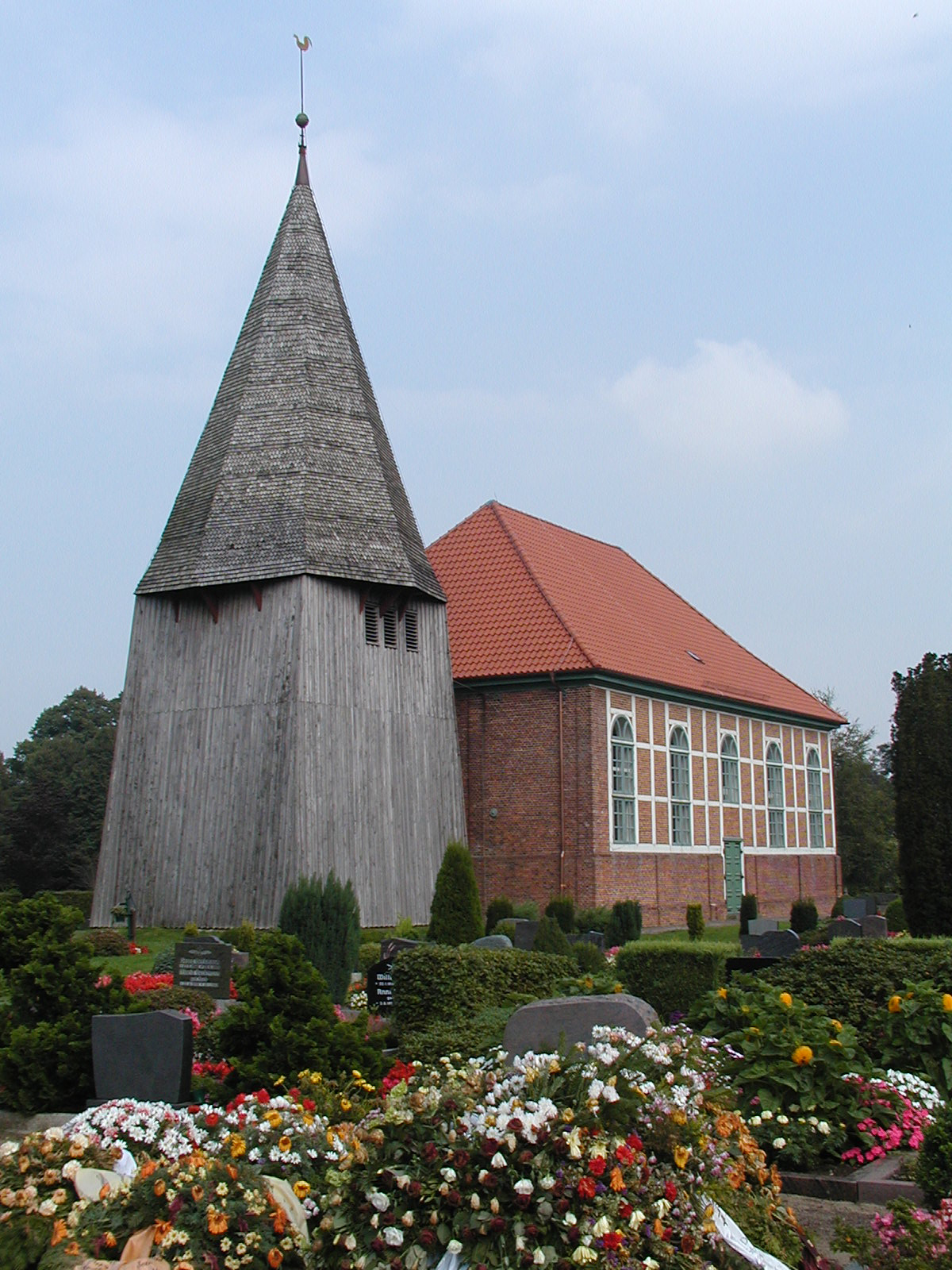
Die Kirche St. Johannes der Täufer in Steinau
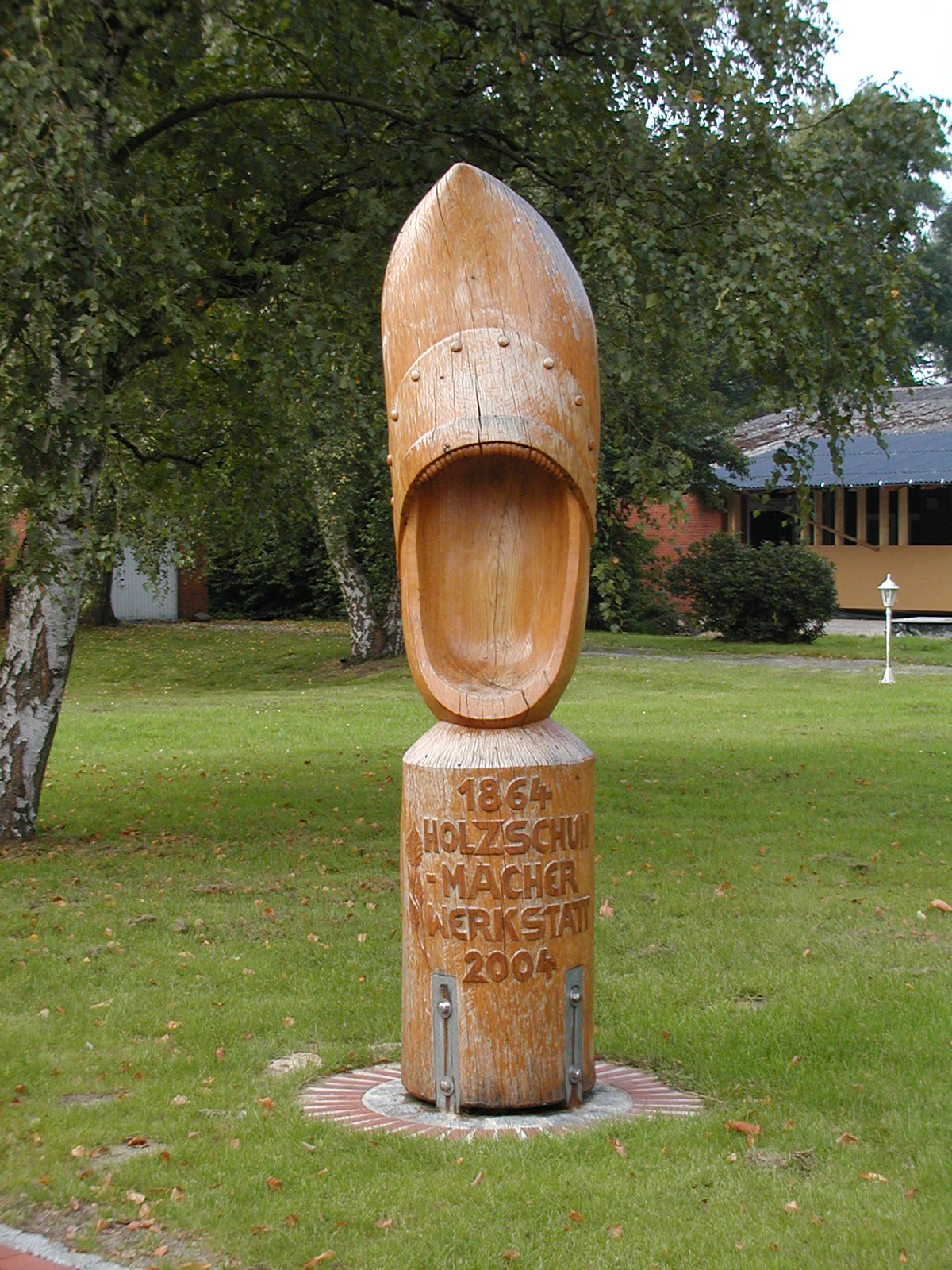
Der Holzschuh vor dem Holzschuhmacherhaus
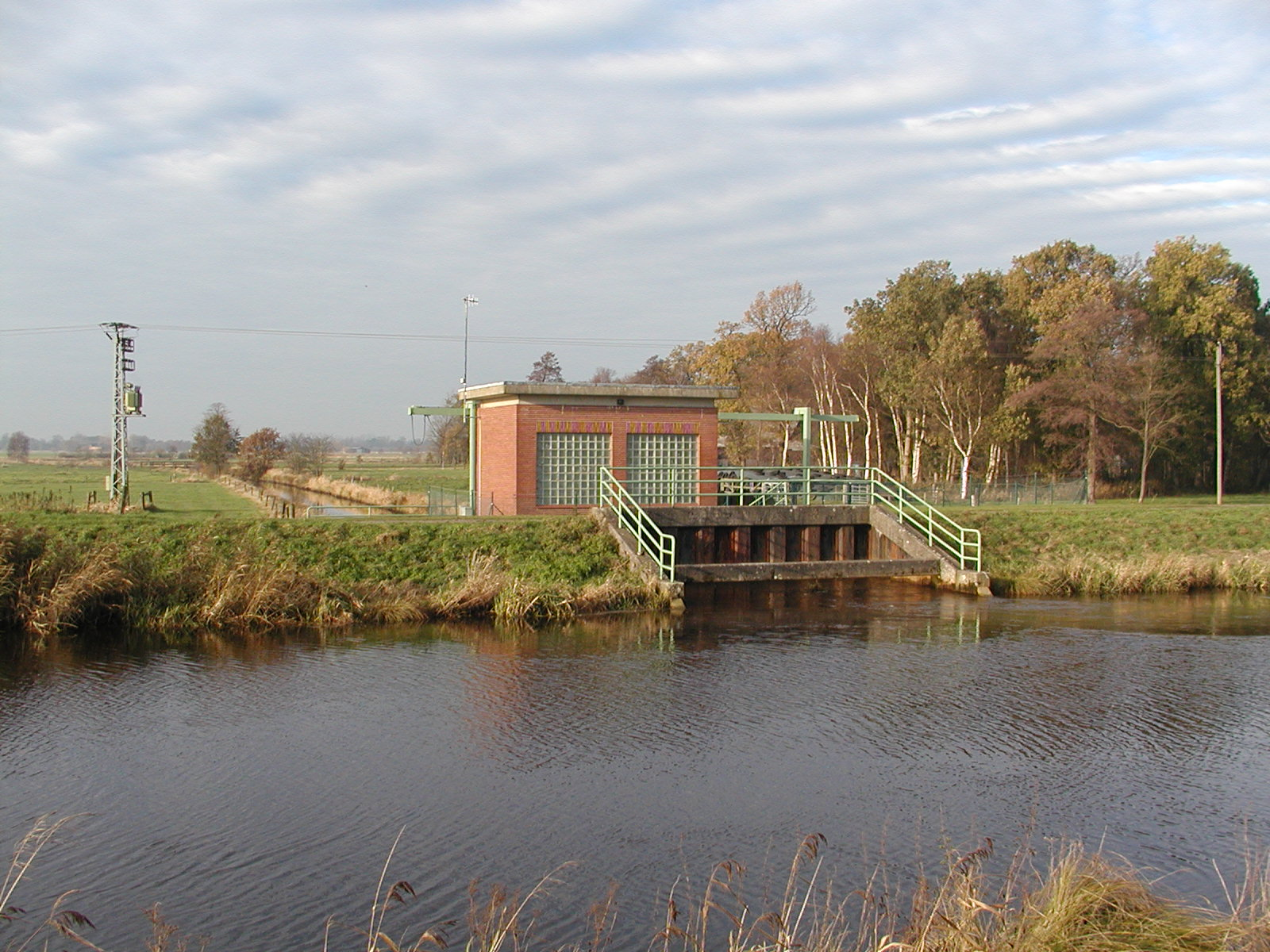
Das Schöpfwerk „Vorfluter Steinau“

## Persönlichkeiten

### Söhne und Töchter der Gemeinde
- Georg Rieper (1909–1982), deutscher Unternehmer und Erfinder
- Gustav Stille (1845–1920), deutscher Mediziner und Schriftsteller

## Sagen und Legenden
- Der Steinauer Kirchenbau
- Möllersch Karstens
- Die Hexenmühle zu Steinau[9]
- Auf 32 Stationen werden auf einem Radweg die Sagen aus Land Hadeln dargestellt.